# Palazzo Doria d'Angri
Palazzo Doria d'Angri je povijesna građevina i spomenik u Napulju u južnoj Italiji smješten na trgu Piazza 7 Settembre, gdje se susreću prometne ulice Via Toledo i Via Monteoliveto.

## Povijest
Zgradu je naručio princ Marcantonio Doria na mjestu dviju prethodnih kuća iz 1500-ih. Godine 1760. princ je umro, a izvedba Obiteljske palače pripala je njegovom sinu Giovanniju Carlu koji je povjerio arhitektu i inženjeru Luigiju Vanvitelliju. Nakon Vanvitellijeve smrti, 1773. godine, planovi su najprije pripali Ferdinandu Fugi, potom Mariju Gioffredu i konačno Carlu Vanvitelliju, Luigijevom sinu.
Godine 1860. palača je postala poznata jer je 7. rujna s glavnog balkona Giuseppe Garibaldi objavio pripajanje Kraljevine dviju Sicilija Kraljevini Italiji.
Godine 1940. zbirka Marcantonija Dorije koja se čuvala u palači, a koja je uključivala i Rubensovu sliku i Caravaggiovo "Mučeništvo svete Uršule" (za koje se smatra da je njegova posljednja slika), prodana je na aukciji. Tijekom Drugog svjetskog rata zgrada je pretrpjela određena oštećenja, posebno na gornjoj strani pročelja, izgubivši šest od osam skulptura koje su uljepšavale gornji rub i plemićki grb obitelji Doria koji se nalazi iznad glavnog prozora pročelja.

## Vanjske poveznice
|  | Zajednički poslužitelj ima još gradiva o temi Palazzo Doria d'Angri |